# Streblote panda
Streblote panda es una especie de lepidóptero de la familia Lasiocampidae.